# TR-1 Temp
El TR-1 Temp fue un misil balístico nuclear móvil de corto alcance diseñado por la Unión Soviética. La OTAN le asignó el nombre de Scaleboard (código SS-12; una versión mejorada se denominó temporalmente SS-22, al creer que se trataba de un nuevo diseño). Su designación GRAU fue 9M76.
Con unos 900 km de alcance y provisto de una cabeza termonuclear de 500 kilotones, el TR-1 Temp se creó para dar a los comandantes militares capacidad nuclear en el teatro de operaciones. Utilizaba el mismo vehículo lanzador MAZ-543 que el conocido R-11, pero con una cubierta protectora que sólo se abría inmediatamente antes de disparar el misil.
Desde su concepción a mediados de los años 1960, se construyeron un total de 712 unidades del TR-1 Temp, el Scaleboard B y el denominado SS-22. Estos misiles fueron eliminados entre 1988 y 1989 a consecuencia del Tratado INF.